# Figites nitescens
Figites nitescens is een vliesvleugelig insect uit de familie van de Figitidae. De wetenschappelijke naam van de soort is voor het eerst geldig gepubliceerd in 1925 door Dettmer.